# Gabinet de govern d'Àustria 1997-2000
El govern de Viktor Klima va començar el 28 de gener de 1997, i acabà el 4 de febrer de 2000. Fou un govern de coalició del Partit Socialdemòcrata d'Àustria (SPÖ) i del Partit Popular d'Àustria (ÖVP).
| XX Legislatura (12-03-1996/04-02-2000) |
| Canceller: Viktor Klima (SPÖ)          |

| 28 de gener de 1997                         |                               |
| Vicecanceller i Afers Exteriors             | Wolfgang Schüssel (ÖVP)       |
| Treball, Salut i Afers Socials              | Eleonora Hostasch (SPÖ)       |
| Finances                                    | Rudolf Edlinger (SPÖ)         |
| Afers de la Dona i Protecció del Consumidor | Barbara Prammer (SPÖ)         |
| Interior                                    | Karl Schlögl (SPÖ)            |
| Justícia                                    | Nikolaus Michalek (Cap, ind.) |
| Agricultura i Silvicultura                  | Wilhelm Molterer (ÖVP)        |
| Defensa                                     | Werner Fasslabend (ÖVP)       |
| Medi Ambient, Joventut i Família            | Martin Bartenstein (ÖVP)      |
| Educació i Assumptes Culturals              | Elisabeth Gehrer (ÖVP)        |
| Afers Econòmics                             | Johann Farnleitner (ÖVP)      |
| Ciència i Transport                         | Caspar Einem (SPÖ)            |

| 28 de gener de 1997               |                              |
| Cancelleria                       | Peter Wittmann (SPÖ)         |
| Vicecancelleria i Afers Exteriors | Benita Ferrero-Waldner (ÖVP) |
| Finances                          | Wolfgang Ruttenstorfer (SPÖ) |